# Lettre de cachet

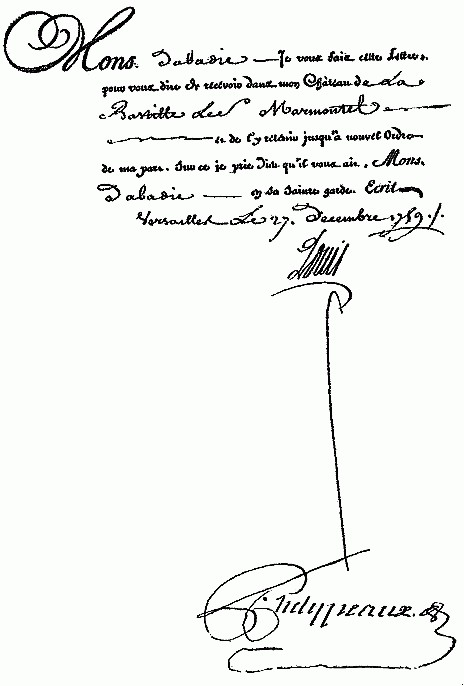
Lettre de cachet firmada por Luis XV ordenando en 1759 el arresto de Jean-François Marmontel.

Una lettre de cachet era, durante el Antiguo Régimen en Francia, una carta que servía para transmitir una orden del rey. Su equivalente en el Antiguo Régimen español es la orden reservada.

## Definición
En un sentido general, se trata de una especie de carta cerrada (por oposición a la carta patente, es decir, abierta), cerrada por el sello del secreto. Las cartas dirigidas al Parlamento de París para ordenarle que registrara un edicto llevaban ese nombre.
A partir del siglo XVIII, el sentido de la expresión se especializa. La lettre de cachet pasa a ser una orden que privaba de libertad, que requería encarcelamiento, expulsión o destierro de alguien. La carta tiene origen en la justicia retenida por el rey: cortocircuita el sistema judicial ordinario. En efecto, las personas que reciben estas cartas no son juzgadas, sino que van directamente a una prisión estatal (Bastilla, fortaleza de Vincennes) o manicomio.
Hay tres tipos de castigo que pueden ser decretados por una lettre de cachet:
- Detención indefinida (para locos);
- Uno o dos años de cárcel para los que, en palabras del barón de Breteuil, «sin haber perturbado el orden público por delitos, sin haber hecho nada que les pudiera exponer a la severidad de las penas pronunciadas por la ley, se dan a excesos en libertinaje, depravación y disipación»;
- «Penas aflictivas importantes para quienes cometen actos violentos o crímenes que afectan al orden y a la seguridad pública y que la justicia, si llega a saberlo, hubiera castigado con penas (...) deshonrosas para las familias».[1]

## Gran cachet y pequeño cachet
Una lettre de cachet puede ser enviada directamente por el feudo — carta de «gran cachet». Es típicamente el caso de encarcelamientos políticos como el de Voltaire o de Diderot.
También puede ser enviada a petición de un particular — es la carta de «pequeño cachet». Así, el propio Voltaire solicita una lettre de cachet para que una mujer que escandaliza en el vecindario sea detenida. Esa intervención está dedicada teóricamente para pequeños delitos, excluyendo crímenes. Se solicita a menudo para cinco categorías principales:
- Por locura e irresponsabilidad, por ejemplo, un marido o esposa pródiga que dilapida su fortuna contra los intereses de sus herederos.
- Por excesos juveniles, para proteger el honor de alguna persona.
- Por libertinaje, para proteger el honor de la familia; por ejemplo, el Marqués de Sade fue encarcelado (1777-1790) por una lettre de cachet obtenida por su rica e influyente suegra.
- Por un matrimonio desigual (típicamente entre la nobleza y el pueblo) que también deshonraba la familia.
- Por delitos o crímenes más graves.

## Víctimas famosas
- Charles-Simon Favart
- Honoré Gabriel Riquetti
- Marques de Sade
- Giacomo Casanova
- Jean-Baptiste Forqueray
- Olympe de Gouges
- Simon-Nicolas-Henri Linguet